# Crow Wing River
Crow Wing River (Crow-wing kod Hodgea; Crow Wing River, kod Swantona. Ime dolazi od prijevoda indijanskog naziva za rijeku Kah-Kah-gi-wi-givan-isepi =Raven's Wing River, što su na engleski pogrešno preveli kao Crow Wing), skupina Chippewa Indijanaca na ušću rijeke Crow Wing (Kah-Kah-gi-wi-givan-isepi) u središnjoj Minnesoti. Na mjestu blizu sadašnjeg grada Brainerd, okrug Crow Wing nalazilo se njihovo selo Crow Wing Village, koje se osdržalo do ranih 1900.-tih godina. Većina stanovnika, Ojibwe i mješanci koji su se identificirali s Ojibwama otišli su na rezervate White Earth, Leech Lake ili u Wisconsin.
Obuhvaćeni su ugovorom s Chippewama od 4. listopada 1842. kojim svoju zemlju prepuštaju SAD-u, a uz ostale potpisuju ga i njihove poglavice Po go ne gi shik (Bug-o-na-ghe-zhisk; Hole-in-the-Day/mlađi) i Son go com ick.
Hodge ih u svome članku naziva Crow-wing i za njih kaže da ih spominje Neill u Hist. Minnn., 386, 1858) kao jednu od Chippewa bandi čije se istoimeno selo nalazi na ušću rijeke Crow Wing, a 1826 potpisuju svoj prvi ugovor.
Danas potomaka vjerojatno imaju u plemenu Gichi-ziibiwininiwag ili Chippewa of the Mississippi, koje je Swanton nazivao Kechesebewininewug.